# Tetrarch (U-Boot)
HMS Tetrarch (Kennung: N77) war ein U-Boot der britischen Royal Navy. Das Boot wurde im Zweiten Weltkrieg eingesetzt und ging 1941 im Mittelmeer verloren.

## Einsatzgeschichte
Die ersten Kampfeinsätze des im Februar 1940 in Dienst gestellten Neubaus führten vor die norwegische Küste. Am 9. April 1940 begann Deutschland mit dem Unternehmen Weserübung eine Invasion in Dänemark und Norwegen. An den für beide Seiten verlustreichen Seegefechten war auch die Tetrarch beteiligt. Das U-Boot erreichte seinen ersten Kampferfolg am 23. April 1940, als im Skagerrak der deutsche U-Jäger UJ B (ehemals Treff V) versenkt wurde. In den folgenden zwei Monaten wurde ein dänisches Fischerboot geentert, ein weiteres versenkt und ein deutscher Frachter torpediert.
Nach den Einsätzen vor Norwegen und Dänemark wurde das U-Boot in das Mittelmeer befohlen. Die wichtigste Basis lag auf der von der Achse belagerten Insel Malta. Im Einsatz gegen die mediterranen Nachschublinien Italiens und Deutschlands nach Nordafrika und in der griechischen Inselwelt konnte die Tetrarch dem Gegner empfindliche Verluste beibringen.
Am 26. Oktober 1941 verließ die Tetrarch den Hafen von Valletta (Malta). Das U-Boot sollte zur Überholung über einen Zwischenstopp in Gibraltar in die Heimat zurücklaufen. Vermutlich lief das U-Boot in der Straße von Sizilien auf eine Seemine. Es gab keine Überlebenden. Die Tetrarch wurde am 2. November 1941 offiziell für vermisst erklärt.

## Kommandanten
- Lt.Cdr. Ronald George Mills (30. November 1939–15. November 1940)[2]
- Lt.Cdr. Richard Micaiah Towgood Peacock (15. November 1940–5. Juli 1941)[3]
- Lt.Cdr. George Henry Greenway (5. Juli 1941–ca. † 2. November 1941)[4]

## Kampferfolge (Auswahl)
siehe auch: Detaillierte Geschichte der T-Klasse
| Datum              | |
| ------------------ | --- |
| 23. April 1940     | Tetrarch torpedierte und versenkte im Skagerrak bei 58° 21′ N, 10° 24′ O den deutschen U-Jäger UJ B / Treff V (330 BRT). |
| 20. Mai 1940       | Tetrarch brachte in der Nordsee bei 56° 59′ N, 6° 58′ O das dänische Fischfangfahrzeug Emmanuel auf. Die Prise wurde nach Leith verbracht. Am selben Tag wurde bei 56° 55′ N, 6° 50′ O das dänische Fischfangfahrzeug Terieven mit Sprengkapseln versenkt. |
| 16. Juni 1940      | Tetrarch torpedierte und versenkte südwestlich von Lista (Norwegen) bei 58° 12′ N, 6° 13′ O das deutsche Trossschiff Samland (5978 BRT). |
| 4. November 1940   | Tetrarch torpedierte und versenkte vor Bengasi (Libyen) bei 31° 35′ N, 19° 20′ O den italienischen Frachter Snia Amba (2532 BRT). |
| 12. April 1941     | Tetrarch torpedierte und versenkte 30 Seemeilen nordwestlich von Tripolis bei 33° 29′ N, 13° 1′ O den italienischen Tanker Persiano (2474 BRT). |
| 18. Mai 1941       | Tetrarch torpedierte und versenkte vor Bengasi bei 31° 55′ N, 19° 55′ O den italienischen Frachter Giovinezza (2362 BRT). |
| 27. Juli 1941      | Tetrarch versenkte mit dem Deckgeschütz fünf Seemeilen südlich der griechischen Insel Kos das italienische Segelschiff Nicita. |
| 23. August 1941    | Tetrarch versenkte mit dem Bordgeschütz in der Großen Syrte die italienischen Segelschiffe V 72 / Fratelli Garre (413 BRT) und V 113 / Francesco Garre (399 BRT).                                                                                          |
| 26. September 1941 | Tetrarch torpedierte und versenkte in der Ägäis 18 Seemeilen südlich der griechischen Insel Milos bei 36° 21′ N, 24° 23′ O den italienischen Frachter Citta di Bastia (2499 BRT).                                                                          |
| 27. September 1941 | Tetrarch versenkte mit dem Deckgeschütz südwestlich von Milos das griechische Segelschiff Panagiotis Kramottos (120 BRT). |
| 28. September 1941 | Tetrarch griff in der Ägäis südlich der griechischen Insel Agios Giorgios den deutschen Frachter Yalova (3751 BRT) mit Torpedos an und beschädigte das Schiff so sehr, dass es auf Grund gesetzt werden musste.                                            |